# Cupido alaina
Cupido alaina is een vlinder uit de familie van de Lycaenidae. De wetenschappelijke naam van de soort is voor het eerst gepubliceerd in 1887 door Otto Staudinger.
De soort komt voor in Centraal-Azië (onder andere in Oezbekistan).